# ハイエナ (1992年の映画)
ハイエナ (フランス語: Hyènes)は1992年のセネガル映画です。de:FriedrichDürrenmattのスイスドイツ風刺悲喜劇演劇   The Visit （1956）を元に作られています。 
監督はジブリル・ジオップ・マンベティ。 この映画は新植民地主義とアフリカの消費主義への批判が描かれています。この映画は1992年のカンヌ国際映画祭コンペティション部門に出品された。